# ياشبال شارما (لاعب كريكت)
ياشبال شارما (بالإنجليزية: Yashpal Sharma)‏ (و. 1954  م) هو لاعب كريكت، وحكم كركيت ‏ هندي، ولد في لوديانا.

## روابط خارجية
- ياشبال شارما على موقع إي آس بي آن كريك إنفو (الإنجليزية)